# Breitblättriges Teerkraut
Das Breitblättrige Teerkraut (Parentucellia latifolia), auch Breitblättrige Parentucellie genannt, ist eine Pflanzenart aus der Gattung der Teerkräuter (Parentucellia) in der Familie der Sommerwurzgewächse (Orobanchaceae).

## Beschreibung

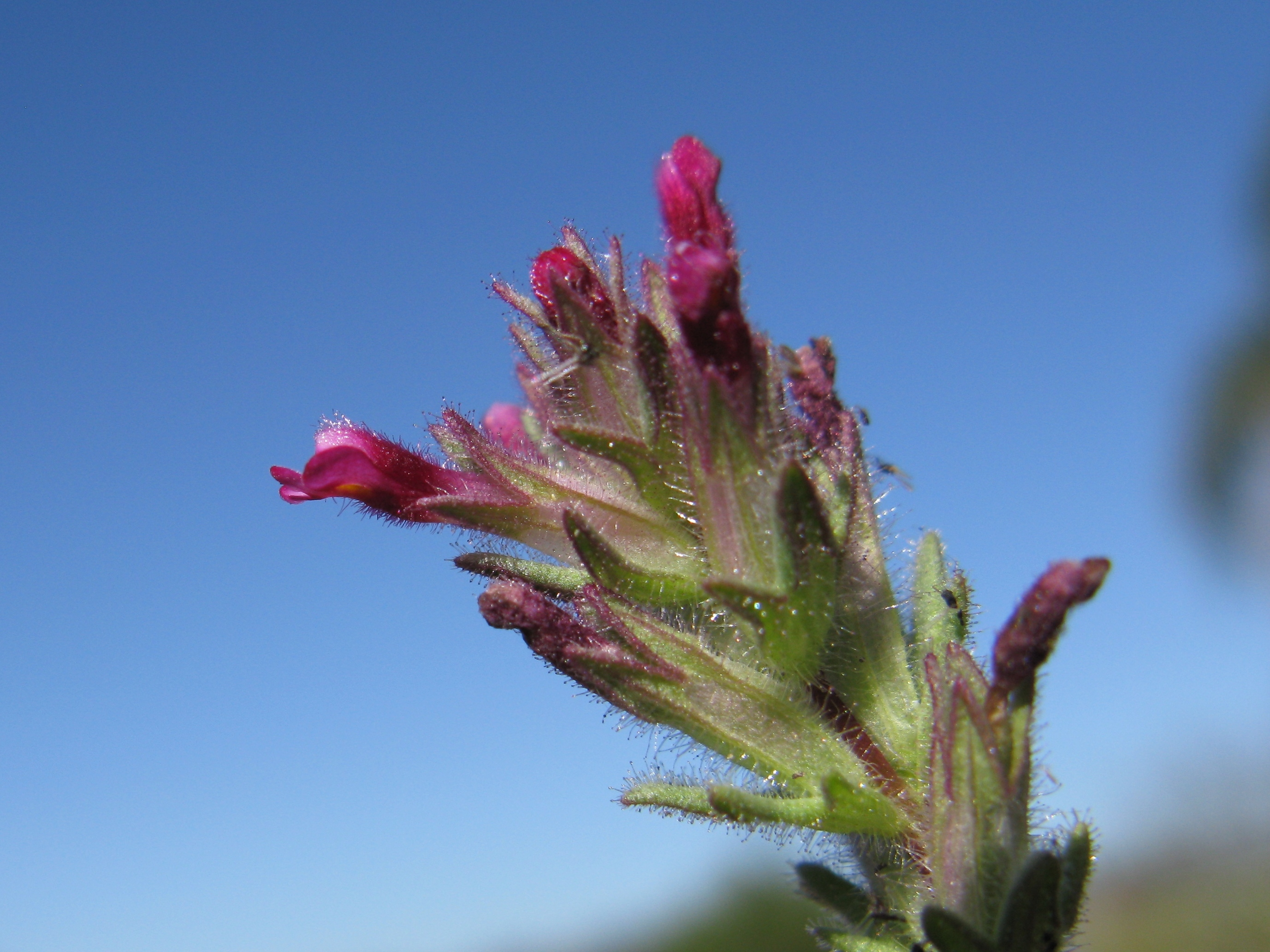
Blütenstand

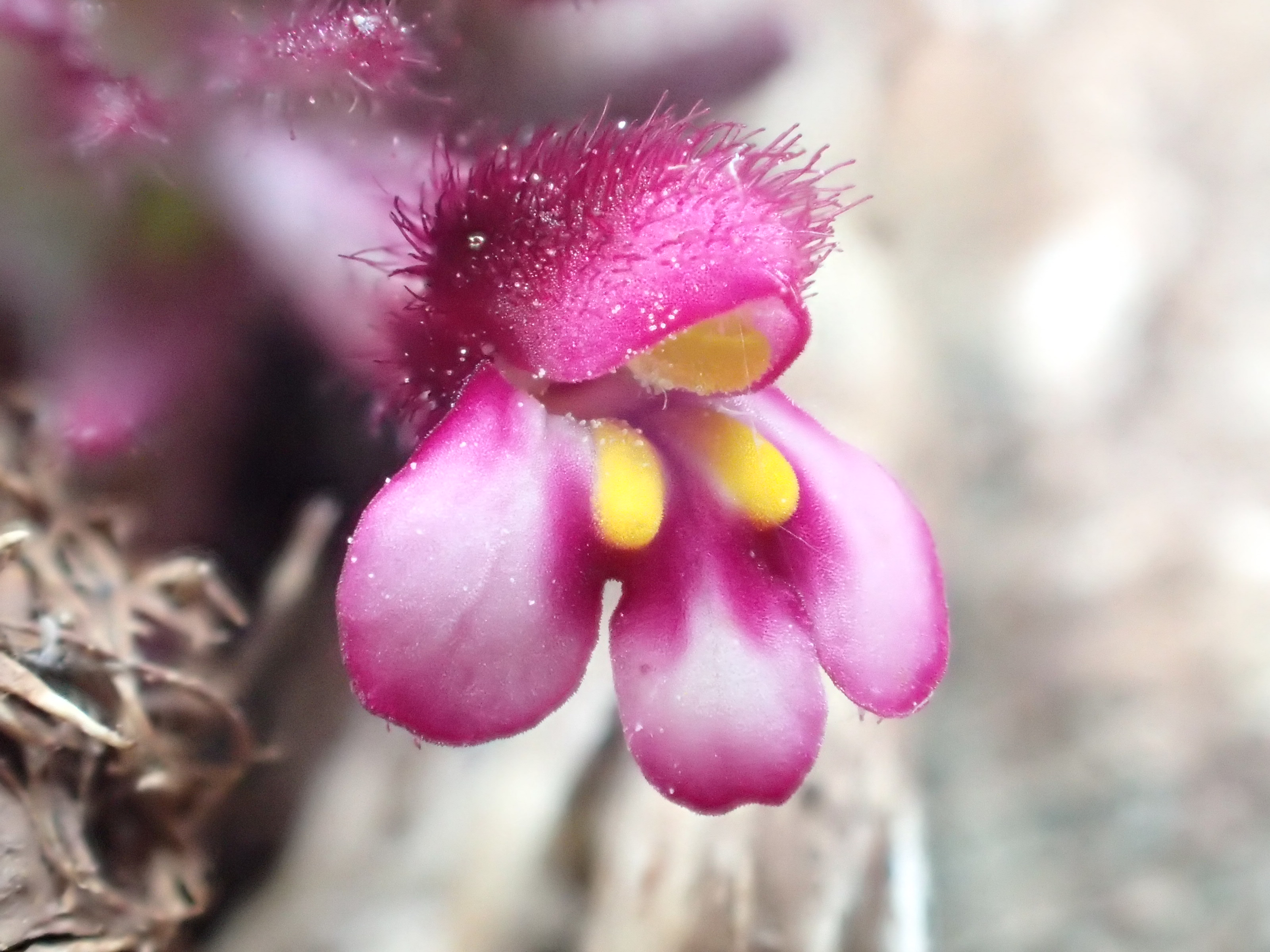
Zygomorphe Blüte

### Vegetative Merkmale
Das Breitblättrige Teerkraut ist eine einjährige krautige Pflanze, die Wuchshöhen von 5 bis 30 Zentimetern erreicht. Die oberirdischen Pflanzenteile sind drüsig-klebrig.
Die gegenständigen, relativ kleinen Laubblätter sind sitzend. Die drüsig behaarte Blattspreite ist gelappt bis grob gezähnt.

### Generative Merkmale
Die Blütezeit reicht von März bis Juni. Der vierseitige, ährige Blütenstand ist kurz und enthält dicht zusammenstehenden sitzende oder fast sitzende Blüten und ist beblättert. Die Blüten sitzen jeweils an einem dreilappigen Tragblatt.
Die drüsenhaarigen, zwittrigen Blüten sind zygomorph mit doppelter Blütenhülle. Der schmale und rippige Kelch besitzt meist vier oder fünf kurze Zipfel. Die röhrige Blütenkrone ist etwa 1 Zentimeter lang und zweilippig, sie ist rötlich-purpurfarben mit weißer Blütenröhre oder ganz weiß. Die längere, dreilappige Unterlippe besitzt innen an der Basis kleine, gelbe Anhängsel. Die Oberlippe ist kapuzenförmig. Es sind vier eingeschlossene Staubblätter und ein oberständiger Fruchtknoten vorhanden.
Die kleine und mehrsamige Kapselfrucht im beständigen Kelch ist kahl.

## Ökologie
Das Breitblättrige Teerkraut ist ein Halbschmarotzer.

## Systematik und Verbreitung

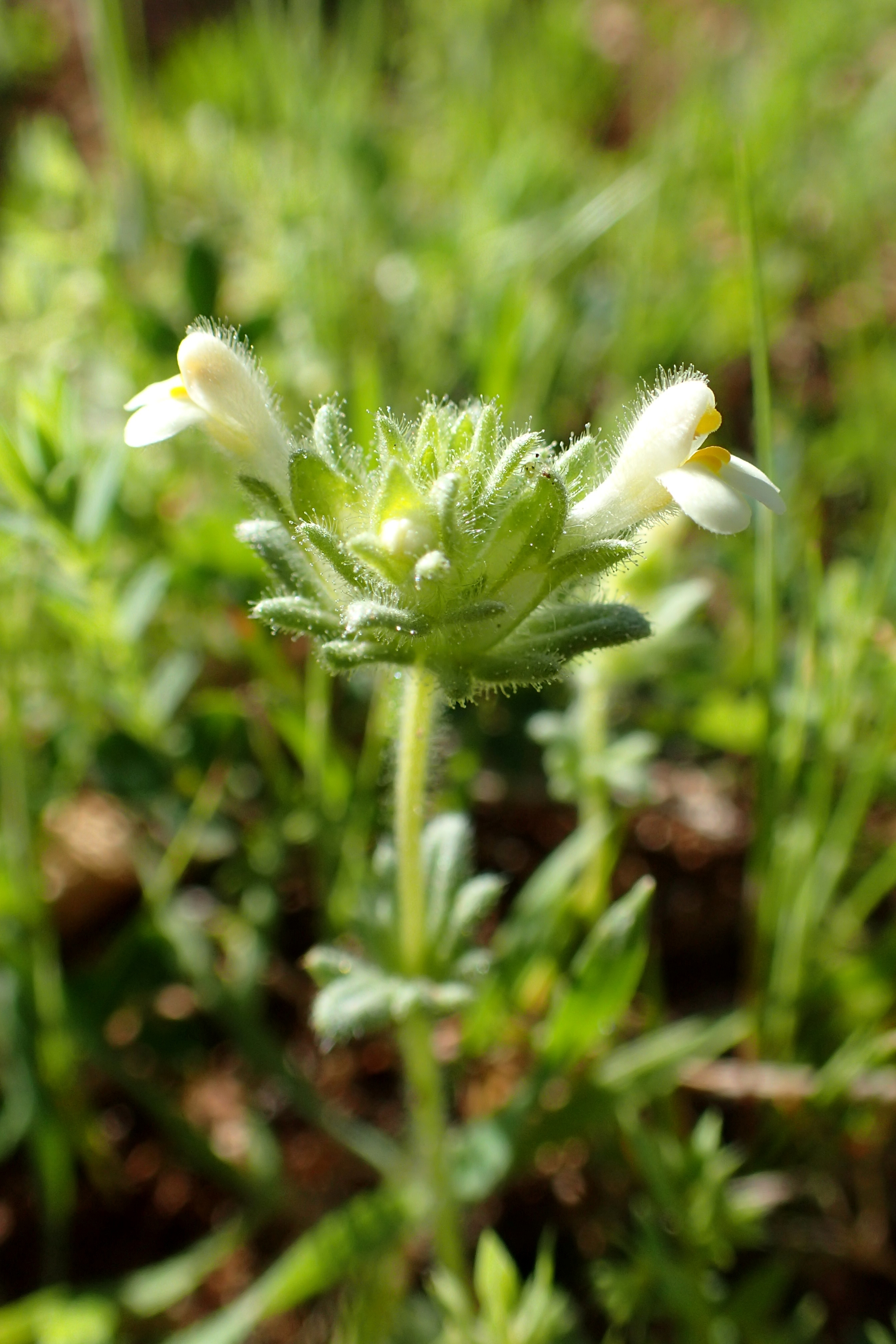
Parentucellia latifolia subsp. flaviflora

Die Erstveröffentlichung erfolgte 1753 unter dem Namen (Basionym) Euphrasia latifolia durch Carl von Linné in Species Plantarum. Seite 604. Die Neukombination zu Parentucellia latifolia (L.) Caruel wurde durch Théodore Caruel 1885 als Parentucellia latifolia veröffentlicht. Synonyme für Parentucellia latifolia (L.) Caruel sind: Bartsia latifolia (L.) Sibth. & Sm., Lasiopera latifolia (L.) Samp., Trixago latifolia (L.) Rchb.
Der Gattungsname wurde zu Ehren des italienischen Geistlichen Tommaso Parentucelli (1397–1455), der spätere Papst Nikolaus V., gewählt.
Bei manchen Autoren gibt es etwa zwei Unterarten, die von anderen Autoren als eigene Arten angesehen werden:
- Parentucellia latifolia (L.) Caruel subsp. latifolia: Sie kommt auf den Kanaren und vom Mittelmeerraum bis Afghanistan und dem Sudan am Jebel Marra vor.[5] Auf den Kanaren ist die Ursprünglichkeit zweifelhaft.[3] In Kalifornien und in Chile ist es ein Neophyt.[5] Sie wächst in Grasfluren und auf Brachland.[1]
- Parentucellia latifolia subsp. flaviflora (Boiss.) Hand.-Mazz.: Sie wird von manchen Autoren auch als eigenständige Art Parentucellia flaviflora (Boiss.) Nevski angesehen. Sie kommt in Zentralasien in Kasachstan, Kirgisistan, Turkmenistan, Tadschikistan und Usbekistan vor.[5]